# 再见，总有一天
《再见，总有一天》（英語：Sayonara Itsuka）2010年在日本和韩国上映的爱情片，改编自日本作家辻仁成的作品《再见，总有一天》。

## 剧情
1975年，日本东部航空的员工“东垣内丰”分配到泰国分公司去3个月工作，此时，他已经和“寻末光子”订婚。当他来到泰国后，在一个酒吧喝酒时，和贵妇人“真中沓子”邂逅，并且一见钟情，两人自此纵情声色、沉醉在爱情和肉欲的欢愉中，三个月后，两人不得不分手，真中沓子便去了纽约市，而东垣内丰则回到了日本和未婚妻结婚，25年后，当东垣内丰再次来到泰国，又见到了真中沓子，两人此时已经是苍苍暮年。

## 演员
| 演员       | 角色       | 备注                   |
| 中山美穂   | 真中沓子   | 贵妇人                 |
| 西岛秀俊   | 东垣内丰   | 日本东部航空公司的员工 |
| 石田百合子 | 寻末光子   | 东垣内丰的妻子         |
| 加藤雅也   | 樱田善次郎 |                        |
| 见岛雄一   | 木下恒久   |                        |
| 松原智恵子 | 安西顺子   |                        |
| 须永庆     | 安西康道   |                        |
| 平岳大     | 葛西       |                        |
| 日高光啓   | 东垣内健   |                        |
| 西岛隆弘   | 东垣内刚   |                        |
| 蒲生麻由   | 女秘书     |                        |
| 冈田卓也   | 木村       |                        |

## 曲目
- 主题歌：中岛美嘉
- 插曲：日高光啓

## 花絮
电影跨越了25年的光阴，让人感叹时光的宝贵和爱情的珍稀。
女主角中山美穂全裸挑战床戏。
该片在泰国实地取景。